# Жезуш, Луиза ди
Луи́за ди Же́зуш (порт. Luísa de Jesus; 10 декабря 1748, Фигейра-де-Лорван, Португалия — 1 июля 1772, Коимбра, Португалия), известная как Убийца подкидышей (A Assassina da Roda) — португальская серийная убийца, которая задушила не менее тридцати трёх младенцев недалеко от Коимбры в период с 1760 по 1772 год. Хотя Луиза ди Жезуш призналась только в двадцати восьми убийствах, она была осуждена по всем пунктам обвинения, приговорена к смертной казни и стала последней женщиной, казнённой в истории Португалии.

## Биография
Луиза ди Жезуш родилась 10 декабря 1748 года в Фигейра-де-Лорван в семье бедных фермеров Мануэла и Марианы Родригеш. Мало что известно о её личной жизни, кроме того факта, что во взрослом возрасте она была замужем и иногда зарабатывала, перевозя товары из города в город.
Поскольку она постоянно страдала от нехватки денег, ди Жезуш в конце концов придумала схему заработка с усыновлением подкидышей из сиротского приюта, находившегося недалеко от Коимбры. По местным законам, усыновитель награждался 600 реалами, колыбелью и полуметром толстой хлопчатобумажной ткани. Ди Жезуш усыновляла детей, получала деньги за них, но затем убивала их, задушив. После убийств она хоронила тела жертв либо в неглубоких могилах на вершине Монти-Аррою, под своим домом, либо запихивала их в глиняные горшки, которые закапывала на склоне.
Первоначально никто не имел никаких подозрений по поводу частоты усыновления ею детей. Однако 1 апреля 1772 года работница сиротского приюта Анжелика Мария случайно наткнулась на могилу в Монти-Аррою, содержащую трупы двух младенцев со следами удушения. Анжелика Мария сообщила о находке властям, которые немедленно начали расследование и в конце концов обнаружили, что один из детей был усыновлён Луизой ди Жезуш. На допросе 6 апреля она сразу же призналась в том, что убила двоих новорождённых.
После её признания власти обыскали дом ди Жезуш и обнаружили импровизированное кладбище с телами ещё восемнадцати младенцев, ещё тринадцать были обнаружены во время раскопок на Монти-Аррою, всего было найдено тридцать три тела. Тела некоторых младенцев выглядели расчленёнными или обезглавленными, но было установлено, что это произошло в результате разложения. При проверке записей об усыновлении было обнаружено, что ди Жезуш усыновила в общей сложности тридцать четыре младенца, но она отказалась рассказать, что случилось с пропавшим тридцать четвёртым ребёнком, и его тело так и не было обнаружено.
В результате ди Жезуш была обвинена в тридцати трёх убийствах. Двое сотрудников местного сиротского приюта также были обвинены в преступной халатности в отношении процедур усыновления, но оба были освобождены в октябре того же года. Пытаясь спасти жизнь обвиняемой, адвокаты ди Жезуш заявили, что, поскольку ей было меньше 25 лет, по закону она считалась несовершеннолетней и, следовательно, к ней не может быть применена смертная казнь. Однако суд отверг это утверждение, заявив, что если она достаточно взрослая, чтобы совершать такие зверские преступления, то её будут судить как взрослую. В результате ди Жезуш была приговорена к смертной казни и выплате штрафа государству в размере около 20 000 реалов.
1 июля 1772 года ди Жезуш провели по городу с верёвкой на шее, а судья вслух зачитывал жителям её преступления. Затем ей отрубили руки и обожгли её раскалённым железом, после чего задушили гарротой. Тело ди Жезуш было без промедления сожжено, а прах развеян.

## В культуре
Преступления Луизы ди Жезуш описаны в многочисленных книгах о серийных убийцах и смертной казни в Португалии.
В 2021 году в Лиссабоне на сцене театра «Триндади» состоялась премьера пьесы по книге Рути ди Карвалью Серра (Rute de Carvalho Serra) 2020 года «Луиза ди Жезуш — убийца подкидышей» (Luiza de Jesus — A Assassina da Roda). Главную роль сыграла Мария Энрике (Maria Henrique).